# Saxifraga hederifolia
Saxifraga hederifolia är en stenbräckeväxtart som beskrevs av Ferdinand von Hochstetter och Achille Richard. Saxifraga hederifolia ingår i Bräckesläktet som ingår i familjen stenbräckeväxter. Inga underarter finns listade i Catalogue of Life.